# Boričevci
Boričevci is een plaats in de gemeente Brestovac in de Kroatische provincie Požega-Slavonië. De plaats telt 137 inwoners (2001).